# Alleo
Alleo war der Name eines ehemaligen gemeinsamen Tochterunternehmens (Joint Venture) der französischen Staatsbahn SNCF und der Deutschen Bahn AG. Zweck des 2019 aufgelösten Unternehmens war das Marketing für internationale Züge über die LGV Est européenne von Paris aus nach Frankfurt am Main und Stuttgart und seit dem 23. März 2012 von Frankfurt am Main aus nach Marseille über die LGV Rhin-Rhône. 
Die gemeinsamen Angebote werden seit 2019 unter DB-SNCF in Kooperation beworben.

## Geschäftsleitung
Beim Start der Gesellschaft wurde von der deutschen Seite Frank Hoffmann als Geschäftsführer eingesetzt. Im Sommer 2018 übernahmen Eric Baconnier und Wolfgang Merz die Geschäftsführung als Nachfolger von Frank Hoffmann und Emmanuel Mroz. Frank Hofmann wechselte zur DB Netz AG. Im November 2018 wurde Sophie Buyse-Immenroth, die Leiterin deutsch-französischer Hochgeschwindigkeitsverkehr bei DB Fernverkehr, als Geschäftsführerin eingesetzt; seit Januar 2019 amtierte sie als Liquidatorin des Unternehmens, dessen Auflösung im Dezember 2018 beschlossen wurde.

## Geschichte
Am 23. Mai 2005 unterzeichneten die damaligen Vorstandsvorsitzenden von DB und SNCF, Hartmut Mehdorn und Louis Gallois, eine Absichtserklärung, um ab 2007 gemeinsame Hochgeschwindigkeitsverkehre zwischen Süddeutschland und Paris anzubieten.
Den Vertrag zur Gründung des Gemeinschaftsunternehmens unterzeichneten Mehdorn und Anne-Marie Idrac, die damalige Vorstandsvorsitzende der SNCF, am 25. Mai 2007 in Paris. Von der Projektgesellschaft Rhealys werden Aufgaben übernommen. Sitz des Unternehmens war bis 2016 Saarbrücken. Insgesamt waren nur sieben Mitarbeiter beschäftigt. Das Joint Venture war zunächst bis zum Jahr 2012 vertraglich abgesichert. Im Gegensatz zu ähnlichen Geschäftsmodellen wie zum Beispiel Lyria zwischen SNCF und SBB wurde Alleo allerdings nicht extern kommuniziert und nicht als Marke eingeführt.
Auf dem Nordast fielen seit Sommer 2008 immer wieder ICE-Einheiten aus, so dass Ersatz-TGV zum Einsatz kamen, die Verbindung häufig in Saarbrücken gebrochen wurde oder Züge ganz ausfielen.
Im März 2008 kündigte Hoffmann wegen der positiven Entwicklung des ersten Geschäftsjahres an, in Zukunft neue Zwischenhalte (wie den Bahnhof Champagne-Ardenne TGV) und Ziele (wie den Bahnhof Marne-la-Vallée - Chessy, der das Disneyland Resort Paris ans französische Hochgeschwindigkeitsnetz anschließt) ansteuern zu wollen. Mit dem Fahrplanwechsel im Dezember 2009 wurden allerdings zunächst die Halte der Züge von und nach Frankfurt am Bahnhof Lorraine TGV gestrichen.
Seit dem 23. März 2012 wird die Kooperation der zwei Bahnen auf der neuen Strecke von Frankfurt am Main über Straßburg und Lyon nach Marseille über die im Dezember 2011 eröffnete LGV Rhin-Rhône fortgeführt.
Im Jahr 2013 konnte auf der Relation Stuttgart–Paris ein Marktanteil gegenüber dem Flugzeug von 58 % erzielt werden. Auf der Relation Frankfurt–Paris lag der Marktanteil der Bahn im Vergleich zum Flugzeug bei 26 %.
Am 23. Juli 2015 wurde die Kooperation im deutsch-französischen Hochgeschwindigkeitsverkehr um fünf Jahre bis 2020 verlängert.
Die Züge der Mitte 2015 im deutsch-französischen Hochgeschwindigkeitsverkehr eingeführten Baureihe 407 haben die frankreichtauglichen Züge der Baureihe 406 mittlerweile ersetzt, welche zurückgebaut wurden und somit ihre Zulassung für den Verkehr nach Frankreich verloren haben.
Das Flugangebot zwischen Stuttgart und Paris ging zwischen 2007 und 2016 von über 60 auf rund 25 Flüge pro Woche zurück. Mit Inbetriebnahme des 106 km langen und mit 320 km/h befahrbaren Neubauabschnitts zwischen Baudrecourt und Straßburg sollte die Reisezeit zunächst ab 3. Juli 2016 um zehn Minuten, auf dreieinhalb Stunden, sinken und das Angebot von vier auf fünf Zugpaare ausgeweitet werden. Die Reisezeit wurde inzwischen auf rund drei Stunden und zehn Minuten weiter reduziert (Stand: 2019).
Anfang 2016 wurde der operative Geschäftssitz von Saarbrücken nach Straßburg verlegt.
Vor dem Auslaufen des bis 2020 geschlossenen Vertrags wurde klar, dass SNCF und DB das gemeinsame Tochterunternehmen Alleo nicht fortführen. Die Gesellschafterversammlung beschloss am 4. Dezember 2018 die Auflösung der Gesellschaft, die seinerzeitige Geschäftsführerin wurde am 10. Januar 2019 zur Liquidatorin bestellt.

## Linien
Es werden die Intercity-Express-Linien 82, 83 und 84 bedient. Dies sind:
- Paris–(Lorraine TGV)-(Forbach)–Saarbrücken–Kaiserslautern–Mannheim–Frankfurt/Main (4 Zugpaare)
- Paris–Strasbourg–Karlsruhe–Mannheim–Frankfurt/Main (2 Zugpaare)
- Paris–Strasbourg–Karlsruhe–Stuttgart (3 Zugpaare)
- Paris–Strasbourg–Karlsruhe–Stuttgart–Ulm–Augsburg–München (1 Zugpaar)
- Frankfurt/Main–Mannheim–Karlsruhe–Baden-Baden–Strasbourg–Mulhouse–Belfort–Besançon–Lyon–Avignon–Aix-en-Provence–Marseille (1 Zugpaar)

Nachdem 2016 zwischen Paris und Straßburg bereits fast die Hälfte der Züge (sieben von 16) weiter nach Deutschland fuhr, werden die Züge seither bei der SNCF von der „Axe Est“ (Ost-Achse) in Frankreich geführt.

## Fahrgastzahlen
| Jahr | Fahrgäste in Tsd. |
| ---- | ----------------- |
| 2007 | 0.450             |
| 2008 | 1.200             |
| 2009 | 1.300             |
| 2010 | 1.400             |
| 2011 | 1.450             |
| 2012 | 1.550             |
| 2015 | 900 (1. Halbjahr) |
| 2017 | > 2.000           |
| 2018 | 2.360             |

In den ersten beiden Betriebsjahren nutzten insgesamt rund 2,2 Millionen Reisende den grenzüberschreitenden Hochgeschwindigkeitsverkehr. 55 % der Reisenden waren dabei mit den zwischen Frankfurt und Paris verkehrenden Zügen unterwegs, 45 % in den Zügen zwischen München, Stuttgart und Paris.
Nach Angaben der Deutschen Bahn erreichte die Auslastung der ICEs und TGVs zwischen Deutschland und Frankreich donnerstags, freitags, samstags und sonntags Werte zwischen 90 und 100 %.
Auf der Nordachse stieg die Zahl der Fahrgäste von 658.780 (2008) auf 912.753 (2015, +39 %). Auf der Südachse nahm die Zahl der Reisenden im gleichen Zeitraum um 53 %, von 525.883 auf 805.502 zu. Der Marktanteil zwischen Stuttgart und Paris lag 2014 bei 67 %.
Die Zahl der Reisenden im deutsch-französischen Hochgeschwindigkeitsverkehr nahm im ersten Halbjahr 2015 um vier Prozent, auf rund 900.000, zu. Bis Mitte 2015 wurden 12 Millionen Fahrgäste im deutsch-französischen Hochgeschwindigkeitsverkehr befördert. In den ersten zehn Betriebsjahren wurden rund 16 Millionen Fahrgäste gezählt.

## Firma
Über die Entstehung des Unternehmensnamens (Firma) gibt es verschiedene Angaben. Eine Deutung geht davon aus, dass der sich aus den Worten aller (Französisch für gehen) und allemand (Französisch für Deutsch) zusammensetzt. Eine andere Version sieht die Abkürzung als Akronym für Alliance Est-Ouest. Frank Hoffmann deutet die Silbe „All“ als Abkürzung für Allianz, Allemagne oder All together und „eo“ als lateinische Übersetzung für „ich gehe“.
Das Unternehmen erhielt Anfang 2016 den deutsch-französischen Wirtschaftspreis in der Kategorie Personal. Damals zählten zum deutsch-französischen Hochgeschwindigkeitsverkehr 20 Züge, 58 Triebfahrzeugführer und 196 Zugbegleiter beider Länder.